# Buenos Aires (ort i Honduras, Departamento de Cortés)
Buenos Aires är en ort i Honduras.   Den ligger i departementet Departamento de Cortés, i den västra delen av landet, 190 km nordväst om huvudstaden Tegucigalpa. Buenos Aires ligger 784 meter över havet och antalet invånare är 979.
Terrängen runt Buenos Aires är kuperad söderut, men norrut är den bergig. Runt Buenos Aires är det tätbefolkat, med 613 invånare per kvadratkilometer. Närmaste större samhälle är San Pedro Sula, 17,1 km öster om Buenos Aires. 